# Melun
Melun là tỉnh lỵ của tỉnh Seine-et-Marne, thuộc vùng hành chính Île-de-France của nước Pháp, có dân số là 37.500 người (thời điểm 2004).

## Các thành phố kết nghĩa
- Ouidah, Bénin
- Spelthorne, Anh
- Crema, Ý
- Stuttgart-Vaihingen, Đức

## Những người con của thành phố
- Jacques Amyot, nhà văn và nhà thần học
- Tony Torrilhon, nghệ nhân khắc gỗ, khắc đồng